# Nguyễn Quang Minh (đạo diễn)
Nguyễn Quang Minh  là một nam đạo diễn người Việt Nam. Anh được biết đến qua một số tác phẩm như Cơm tấm tình yêu, Tiểu thư đi học, Hello cô Ba, Bố là tất cả, Bánh mì ông Màu, Rồi 30 năm sau,...

## Đời tư
Năm 1999 anh kết hôn với Việt Hương và ly dị vào năm 2002

## Tác phẩm

### Điện ảnh
| Năm  | Tên phim    | Ghi chú | Nguồn |
| ---- | ----------- | ------- | ----- |
| 2012 | Hello cô Ba |         |       |

### Truyền hình
| Năm  | Tên phim                           | Ghi chú                                                                 | Tập | Kênh   | Nguồn       |
| ---- | ---------------------------------- | ----------------------------------------------------------------------- | --- | ------ | ----------- |
| 2011 | Lốc xoáy tình đời                  |                                                                         | 70  | SCTV14 |             |
| 2011 | Cơm tấm tình yêu                   |                                                                         | 40  | SCTV14 |             |
| 2011 | Tiểu thư đi học                    |                                                                         | 50  | SCTV14 |             |
| 2013 | Túm cổ đại gia                     |                                                                         | 32  | HTV9   |             |
| 2014 | Tìm cha                            |                                                                         | 34  | HTV9   |             |
| 2015 | Ba đâu có khóc                     |                                                                         | 50  | HTV7   |             |
| 2015 | Ánh sáng thiên đường               |                                                                         | 34  | HTV7   |             |
| 2015 | Nỗi buồn có mắt                    |                                                                         | 30  | SCTV14 |             |
| 2016 | Nước mắt chảy ngược                |                                                                         | 32  | SCTV14 |             |
| 2016 | Con anh , con em, con nhà người ta |                                                                         | 32  | HTV7   |             |
| 2017 | Lao công bí ẩn                     |                                                                         | 30  | HTV9   | [ 1 ]       |
| 2017 | Cuộc chiến vô nghĩa                |                                                                         | 37  | SCTV14 | [ 2 ] [ 3 ] |
| 2018 | Bố là tất cả                       |                                                                         | 109 | HTV7   |             |
| 2020 | Ngày đông có nắng                  |                                                                         | 30  | SCTV14 |             |
| 2020 | Dòng đời chảy ngược                |                                                                         | 56  | SCTV14 | [ 4 ]       |
| 2020 | Bánh mì ông Màu                    |                                                                         | 86  | HTV7   |             |
| 2021 | Bánh mì ông Màu (phần 2)           |                                                                         | 54  | HTV7   |             |
| 2022 | Hồng nhan                          |                                                                         | 34  | SCTV14 |             |
| 2022 | Rồi 30 năm sau                     | Chuyển thể từ vở cải lương cùng tên của soạn giả Hà Triều và Hoa Phượng | 44  | THVL1  |             |
| 2023 | Bống thời 4.0                      |                                                                         | 27  | HTV7   |             |
| 2024 | Ván cờ danh vọng                   |                                                                         | 50  | VTV9   |             |

## Giải thưởng
| Năm  | Giải thưởng   | Hạng mục               | Tác phẩm                 | Kết quả   | Nguồn |
| ---- | ------------- | ---------------------- | ------------------------ | --------- | ----- |
| 2021 | Ngôi Sao Xanh | Đạo diễn xuất sắc nhất | Bánh mì ông Màu (phần 2) | Đoạt giải | [ 5 ] |